# SV Sinsheim
SV Sinsheim  - żeński klub piłki siatkowej z Niemiec. Swoją siedzibę ma w mieście Sinsheim. Występuje w Bundeslidze. 